# Silva Gunbardhi
Silva Gunbardhi (* 2. November 1981 in Vlora, Albanien) ist eine albanische Pop- und Folk-Sängerin, die in ihrem Heimatland mit dem Song Të ka lali shpirt, den sie zusammen mit den beiden albanischen Künstlern Mandi Nishtulla und Dafi Derti 2013 veröffentlichte, bekannt wurde.

## Leben
Gunbardhi wurde 1981 im südalbanischen Vlora geboren und wuchs auch dort auf. Schon in jungen Jahren interessierte sie sich für Musik. Mit etwa sechs Jahren bewarb sie sich bei einem Singwettbewerb für Kinder. Bei diesem Wettbewerb, an dem sie zweimal teilgenommen hatte, gewann Gunbardhi jeweils den dritten und den zweiten Platz.
Nach ihrem Schulabschluss besuchte sie die Universität Vlora und begann ein Lehrstudium in der Fakultät für Sozialwissenschaften und Pädagogik, welches sie jedoch nach etwa zwei Jahren abbrach.
Danach war Gunbardhi für einige Jahre am Petro Marko Theater in Vlora tätig. Als sie ihre Arbeit am Theater beendete, zog Gunbardhi nach Tirana, wo sie sich auf ihre Karriere als Solokünstlerin konzentrieren wollte.
Seit 2013 ist Gunbardhi mit Dafi Derti liiert. Am 7. April 2015 wurde der gemeinsame Sohn geboren.

## Karriere
Im Jahr 2001 sang sie beim bedeutendsten nationalen Wettbewerb Festivali i Këngës zusammen mit Kozma Dushi Gënje! Por thuaj të dua, schaffte es jedoch nicht zu gewinnen. 2005 veröffentlichte Gunbardhi ihr erstes Studioalbum Plaku, Plaka. Ein Jahr später qualifizierte sie sich wieder für das Festival. Mit der Interpretation Dua të jem schaffte sie es aber nicht ins Finale. 2007 veröffentlichte Gunbardhi auf dem Top Fest die Debütsingle Je ti, schied jedoch wieder aus. Im darauf folgenden Jahr nahm sie am Wettbewerb Kënga Magjike teil, wo sie es mit ihrer Debütsingle Të doja shume bis ins Finale schaffte und den Preis für die Beste Ballade gewann. 2009 nahm Gunbardhi zusammen mit dem albanischen Sänger Kelly den Song Pyet zemrën auf. Dabei gewann sie den Preis für die Beste Interpretation.
Anfang Januar 2013 veröffentlichte Gunbardhi zusammen mit Sänger Mandi Nishtulla und Rapper Dafi Derti das Lied Të ka lali shpirt. Der Song stieg bis auf Platz 2 in den albanischen Charts. Er brachte der Sängerin den nationalen Durchbruch und wurde national sowie international bekannt. Im August 2018 hatte der Song auf YouTube über 400 Millionen Aufrufe. Im selben Jahr erschien ihr gleichnamiges Debütalbum.
Im Jahr 2014 wurde eine zweite Version des Liedes Të ka lali shpirt unter dem Namen Pusni go pak von den beiden bulgarischen Künstlern Desislava und Ustata im Duett mit Mandi Nishtulla veröffentlicht.
Zwei Jahre später erschien Gunbardhis erste türkischsprachige Single Bebeğim ("Baby") zusammen mit dem türkischen Sänger und Komponisten Serkan Kaya und Dafi Derti. Bebeğim ist eine andere Version des albanischsprachigen Liedes E kam pas, welches Dafi Derti gemeinsam mit Mandi Nishtulla und der Sängerin Sabina Dana im Jahre 2013 veröffentlichte.
Im Juni 2017 erschien die Single I love you, auf der Gunbardhi im Duett mit Dafi Derti auf Englisch und Albanisch singt.
Gunbardhis Lieder und Musikvideos stehen unter dem albanischen Videoportal ArkivaShqip.

## Diskografie
Alben
- 2005: Plaku, Plaka
- 2006: Trake truke

Singles
| - 2006: Dua të jem - 2007: Je ti - 2008: Të doja shumë - 2009: Pyet zemrën (feat. Kelly) - 2010: Plaku, plaka - 2010: Trak e truk - 2012: Djemtë e Vlorës - 2013: Të ka lali shpirt (feat. Mandi Nishtulla und Dafi Derti) - 2013: Nënë e bijë (feat. Paro) - 2013: Lemza - 2013: Vdeksha unë për syrin tënd - 2013: Rritu vajzë - 2014: Dije se të dua (feat. Nik-T) - 2014: Unaza - 2014: Uromë baba - 2014: Tequila (feat. Dafi Derti) | - 2014: Kunatat - 2014: Lule e bardhë - 2016: Gënjemë por thuamë se të dua - 2016: Bebeğim (feat. Serkan Kaya und Dafi Derti) - 2016: Ding Dong - 2017: Lalushë (feat. Defri) - 2017: Digje zemrën - 2017: I love you (feat. Dafi Derti) - 2017: Me Kismet (feat. Gazmend Kelmendi) - 2018: Marak (feat. Defri) - 2018: Fati - 2018: Hajde Shqipe (feat. Dafi Derti) - 2018: Kolazh Dasme (feat. Irini Qirjako) - 2019: Baba - 2020: Nenoke - 2020: Pikë e dobët |